# Viola Reggio Calabria 1985-1986
Questa voce raccoglie le informazioni riguardanti la Cestistica Piero Viola nelle competizioni ufficiali della stagione 1985-1986.

## Stagione
La stagione segna il debutto della società nel massimo livello del campionato italiano di pallacanestro.

## Maglie
Le maglie, grazie anche al nuovo main sponsor della squadra, Opel, assumono al posto del classico arancione un colorito sul giallo con la centro lo sponsor. Le maglie away saranno di colore bianco con i bordi arancioni e al centro il main sponsor Sergio Tacchini.

## Roster
Rosa della Viola Reggio Calabria per la stagione 1985-1986 di Serie A1.
| Nome                      | Nazionalità                                | Ruolo             | Nascita |
| ------------------------- | ------------------------------------------ | ----------------- | ------- |
| Nicola Zaghi              | Italia (bandiera)                          | playmaker-guardia | 1967    |
| Reggie King               | Stati Uniti (bandiera)                     | ala               | 1957    |
| Steve Malovic             | Stati Uniti (bandiera)                     | ala               | 1956    |
| Donato Avenia             | Italia (bandiera)                          | ala               | 1966    |
| Massimo Bianchi           | Italia (bandiera)                          | playmaker         | 1955    |
| Mark Campanaro            | Stati Uniti (bandiera) · Italia (bandiera) | guardia           | 1954    |
| Massimo Mazzetto          | Italia (bandiera)                          | playmaker         | 1965    |
| Luigi Mentasti            | Italia (bandiera)                          | guardia           | 1958    |
| Mario Porto               | Italia (bandiera)                          | centro            | 1959    |
| Vincenzo Salamon          | Italia (bandiera)                          | centro            | 1967    |
| Mario Simeoli             | Italia (bandiera)                          | centro            | 1957    |
| Giovanni Spataro          | Italia (bandiera)                          | centro            | 1966    |
| Kim Hughes                | Stati Uniti (bandiera)                     | centro            | 1952    |
| All: Gianfranco Benvenuti | Italia (bandiera)                          | -                 | 1932    |

## Risultati

### Serie A1
La Cestistica Piero Viola concluderà la stagione regolare al 13º posto ottenendo su 30 gare giocate 11 vittorie e 19 sconfitte e una differenza punti di -150. Il piazzamento ottenuto condanna la squadra alla retrocessione in Serie A2 dopo solo una stagione nel massimo campionato.

### Coppa Italia
La competizione vede impegnata la squadra nel primo turno dei sedicesimi di finale contro la Pallacanestro Brindisi passando il turno vincendo partita 1 e 2. 

 Agli ottavi la Viola è sorteggiata assieme alla Pallacanestro Virtus Roma venendo sconfitta in gara 1 e 2 ed uscendo dalla competizione.
Sedicesimi di finale
| 18 settembre 1985 Gara 1 | Pallacanestro Viola | 91 – 74 | Pallacanestro Brindisi |  |

| 25 settembre 1985 Gara 2 | Pallacanestro Brindisi | 81 – 102 | Pallacanestro Viola |  |

Ottavi di finale
| 16 ottobre 1985 Gara 1 | Pallacanestro Viola | 65 – 89 | Virtus Roma |  |

| 23 ottobre 1985 Gara 2 | Virtus Roma | 82 – 74 | Pallacanestro Viola |  |